# 伏西瑞韦
伏西瑞韦（英语：Voxilaprevir）是一种丙型肝炎病毒非结构蛋白3或4A蛋白酶抑制剂（由吉利德公司生产），需要与索非布韦和维帕他韦联合使用。该组合的商品名为Vosevi，并于2017年6月获得欧洲人用医药产品委员会的积极评价。2017年7月18日，Vosevi获得美国食品和药物管理局的批准。